# Handleyomys rhabdops
Handleyomys rhabdops és una espècie de mamífer rosegador de la família dels cricètids. Viu a altituds d'entre 1.250 i 3.250 msnm al sud de Mèxic i el centre de Guatemala. Es tracta d'un animal nocturn. Els seus hàbitats naturals són els boscos perennifolis o semiperennifolis i les vores dels boscos. Està amenaçat per la degradació del seu medi.